# Camilo Torres Restrepo
(Camilo Torres, Messaggio ai cristiani)
Camilo Torres Restrepo (Bogotà, 3 febbraio 1929 – San Vicente de Chucurí, 15 febbraio 1966) è stato un presbitero, guerrigliero e rivoluzionario colombiano, precursore della Teologia della liberazione, cofondatore della prima Facoltà di Sociologia e membro dell'Esercito di liberazione nazionale colombiano. Durante la sua vita promosse il dialogo tra il marxismo rivoluzionario e il cattolicesimo.

## Biografia

### Infanzia e formazione universitaria
Camilo Torres nacque il 3 febbraio 1929 a Bogotà, in Colombia. I suoi genitori provenivano da famiglie ricche della borghesia liberale. Seguì i suoi genitori in Europa già all'età di due anni, tornando poi in Colombia nel 1934. Tre anni più tardi, nel 1937, la coppia si sciolse, lasciando Camilo e suo fratello Fernando insieme con la madre.
Espulso per aver criticato i suoi professori e la sua scuola, il Colegio Mayor de Nuestra Señora del Rosario di Bogotà, completò gli studi secondari in un liceo privato cattolico maschile nel 1946.
Si iscrisse alla Facoltà di Giurisprudenza dell'Università Nazionale di Colombia, ma frequentò solo un semestre. Per influsso delle idee sociologiche di due sacerdoti domenicani francesi conosciuti tramite il padre della sua ragazza, l'idea di diventare sacerdote cominciò a interessare Camilo; per prendere questa decisione si ritirò a meditare nelle pianure orientali. In seguito a tali riflessioni entrò nel Seminario Teologico di Bogotà, dove rimase sette anni, durante i quali continuò a interessarsi agli studi sociali.

### La vita sacerdotale e accademica presso l'Università Nazionale della Colombia

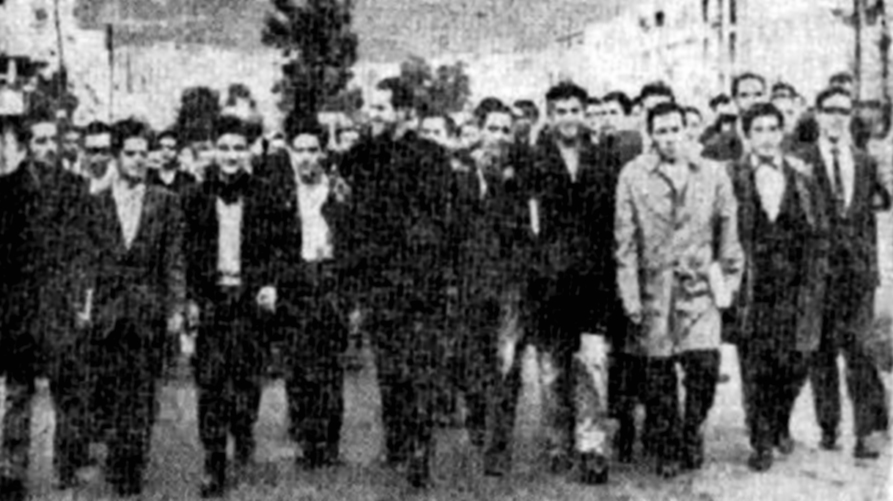
Camilo Torres con degli studenti.

Le tematiche della povertà e dell'ingiustizia sociale attirarono la sua attenzione come cristiano, così, col suo compagno di classe Gustavo Pérez creò un circolo di studi sociali, che proseguì la sua attività anche dopo che Torres venne ordinato sacerdote, nel 1954.
Per conseguire una specializzazione, Torres si recò in Belgio nel 1955, per studiare alcuni anni presso l'Università Cattolica di Lovanio. Fondò con un gruppo di studenti colombiani dell'università l'ECISE (Equipe Colombiana di Ricerca Socio-Economica), ed entrò in contatto con la Democrazia Cristiana, il movimento sindacale cristiano e con il gruppo di resistenza algerina a Parigi. Per l'ECISE fondò le sezioni di Bogotà, Parigi e Londra.
Nel 1958 l'università belga gli conferì il titolo di dottore in sociologia. La sua tesi, Un approccio statistico alla realtà socio-economica di Bogotà, un lavoro pionieristico sulla sociologia urbana in America Latina, fu pubblicata nel 1987 sotto il titolo di La proletarizzazione di Bogotà.
Quando tornò in Colombia nel 1959 sentì di dover sostenere attivamente la causa dei poveri e della classe operaia. In quell'anno fu nominato cappellano ausiliario della Università Nazionale della Colombia a Bogotà. Venne anche assunto al Dipartimento di Sociologia della Facoltà di Economia come professore e fu socio fondatore e presidente del Movimiento Universitario de Promoción Comunal (MUNIPROC). Realizzò, insieme a insegnanti e studenti, programmi d'azione comunitari nei quartieri di Bogotà.
1960: Partecipò con Orlando Fals Borda, Carlos Escalante, Eduardo Umana, Maria Cristina Salazar, Darío Botero Uribe, Virginia Gutiérrez de Pineda e Thomas Ducay, tra gli altri, alla fondazione della prima facoltà di Sociologia dell'America Latina (oggi Dipartimento) nella Università Nazionale, in cui ebbe la cattedra di professore.
1962: Fu membro del Comitato Tecnico per la riforma agraria per l'INCORA (Istituto Colombiano della Riforma Agraria). Obbedendo agli ordini del cardinale Luis Concha Córdoba, rinunciò a tutte le attività presso l'Università Nazionale.
1963: Fu presidente del Primo Congresso Nazionale di Sociologia tenutosi a Bogotà e presentò lo studio "Violenza e cambiamenti socio-culturali nelle zone rurali della Colombia".
Camilo Torres riteneva che per garantire la giustizia sociale, i cristiani fossero tenuti a partecipare alla lotta armata.

### Il Fronte Unito

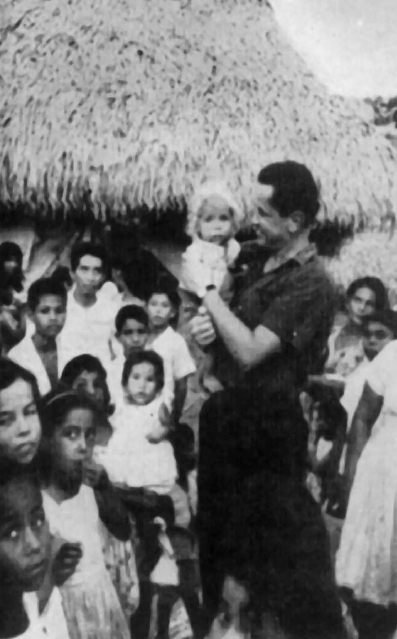
Camilo Torres con dei contadini colombiani.

L'arrivo al governo del Fronte nazionale (coalizione di centrodestra) indusse Camilo Torres a formare il Fronte Popolare Unito, un movimento di opposizione ai partiti della coalizione di liberali e conservatori. Il suo movimento cercò di rispondere alle esigenze delle zone rurali e urbane, fornendo la partecipazione e l'apporto della Chiesa nella Teologia della Liberazione. Mentre era ancora professore alla Università Nazionale organizzò una marcia pacifica con i suoi studenti. Il Fronte Unito servì come braccio politico dell'ELN (Ejercito de Liberacion Nacional) e permise a Camilo Torres di entrare in contatto con i leader del movimento guerrigliero.

### La vita nella guerriglia
Dopo aver lasciato il suo lavoro di insegnante, sciogliendo il Fronte Unito, ed essersi arruolato nella guerriglia, partecipò a questa come membro di basso rango e fornì sostegno spirituale e ideologico da una prospettiva cristiana e marxista. Morì alla sua prima esperienza in combattimento, in un'imboscata tesa ad una pattuglia militare dall'ELN. Dopo la sua morte, Camilo Torres diventò un martire ufficiale del ELN.

### Morte
Torres morì il 15 febbraio del 1966 a Patio Cemento, durante un combattimento contro le truppe della Quinta Brigata di Bucaramanga, guidata dal colonnello Alvaro Valencia Tovar. L'esercito nascose il corpo in una posizione separata dalle altre fosse e il luogo non fu comunicato al pubblico.
Anni dopo, Valencia Tovar, ormai in pensione, scrisse il libro La fine di Camilo, dove chiarì i dettagli della morte di Camilo Torres. Secondo Valencia Tovar, Torres fu sepolto in un luogo separato per restituire più tardi i resti alla famiglia.
Il generale Alvaro Valencia Tovar disse in un'intervista alla rivista Semana che il corpo di Camilo Torres fu riesumato tre anni dopo la sua sepoltura, e che i suoi resti furono messi in un'urna e trasportati nella città di Bucaramanga, dove per volontà dello stesso generale, fu creato il cimitero militare della Quinta Brigata. Come rivelato dal generale, i primi resti sepolti in quel pantheon furono quelli di Camilo Torres, dei quali non ha rivelato l'esatta posizione.

## Riconoscimenti

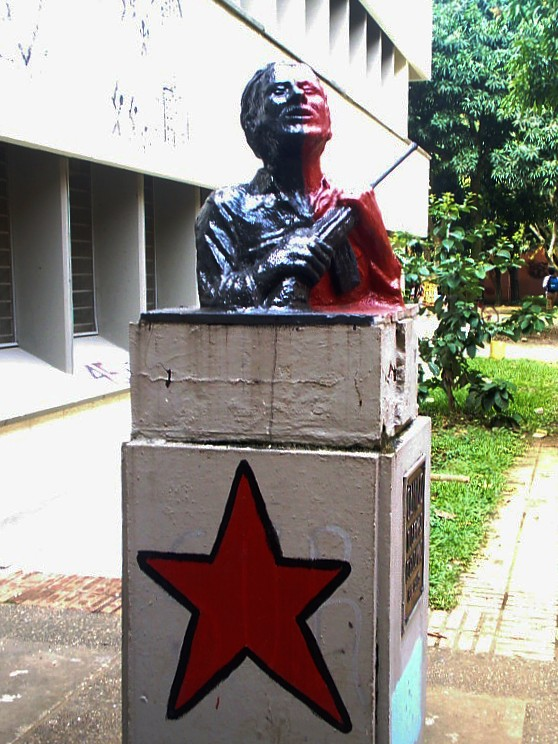
Busto di Camilo torres eretto nella Università del Valle

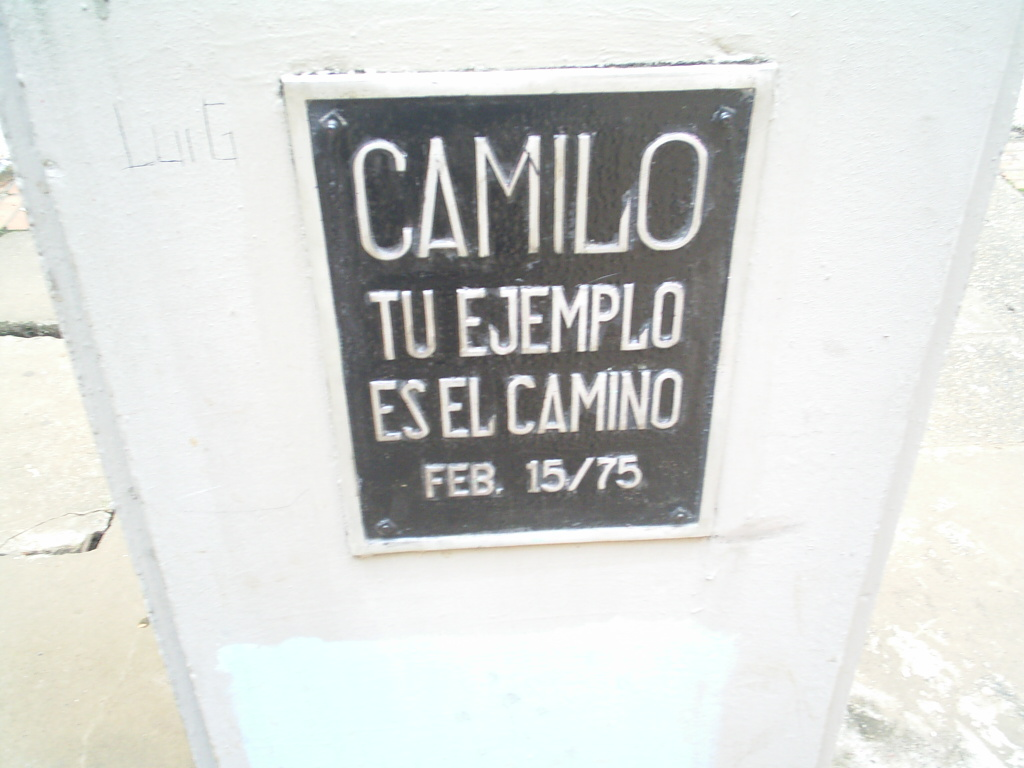
Iscrizione sul busto

- Il cantautore uruguaiano Daniel Viglietti scrisse nel 1967 "Croce di Luce", una canzone che parla di Camilo Torres, resa popolare dal cantante cileno Víctor Jara.
- Il cantante cubano Carlos Puebla compose una canzone che parla di Camilo intitolato "Camilo Torres". Anche il cantante venezuelano Alí Primera scrisse le canzoni "sparse" e "Dio è il rame" che si riferiscono a Camilo Torres.
- Il cantautore italiano Fausto Amodei scrisse "Proclama di Camilo Torres", ispirandosi agli scritti Liberazione o morte, editi da Feltrinelli nel 1968.
- Anni dopo, in Colombia, fu fondato il movimento "Golconda", che si ispirò all'esempio di Camilo Torres.
- Nel 1970 nella Repubblica Dominicana fu fondato il CORECATO, che era l'acronimo di Comitato rivoluzionario Camilo Torres . Si trattava di un gruppo rivoluzionario formato da padri della chiesa cattolica e da studenti universitari creato per affrontare la repressione del governo di Joaquín Balaguer . Tra i suoi membri vi furono Carlos Sanchez che morì per la causa marxista in Perù e Amaury Germán Aristy che venne ucciso dopo una sparatoria con l'esercito e la polizia dominicana durata più di dieci ore.
- Nel 1974 fu realizzato un documentario colombiano diretto da Francisco Norden intitolato Camilo, il prete guerrigliero, in cui i suoi amici più intimi raccontavano la sua vita.
- Il Teatro universitario dell'Università di Antioquia porta il nome di "Teatro Universitario Comandante Camilo Torres Restrepo".
- La biblioteca principale dell'Università nazionale Colombiana con sede a Bogotà è conosciuta come "biblioteca Camilo Torres", così come l'auditorium principale della Facoltà di Giurisprudenza.
- La piazza principale dell'Università di pedagogia e tecnologia di Colombia nella sede di Tunja viene chiamata "Plaza Camilo Torres Restrepo"
- A Lovanio, in Belgio, dove Camilo studiò sociologia, c'è una residenza per studenti presso l'Università Cattolica che porta il suo nome.